# 8-й отдельный гвардейский разведывательный артиллерийский дивизион
8-й отдельный гвардейский разведывательный артиллерийский Запорожский дивизион Резерва Главного Командования — воинское формирование Вооружённых Сил СССР, принимавшее участие в Великой Отечественной войне.
Сокращённое наименование — 8-й огв.радн РГК.

## История
Преобразован из   835-го отдельного разведывательного артиллерийского дивизиона 18 ноября 1942 года года в составе 62-й армии Сталинградского фронта.
В действующей армии с 18.11.1942 по 24 .05.1944 .
В ходе Великой Отечественной войны вёл артиллерийскую разведку в интересах артиллерии соединений 62-й армии и 8-й гв. армии Сталинградского,Донского, Юго-Западного   и 3-го Украинского фронтов.
24 мая 1944 года в соответствии с приказом НКО СССР от 16 мая 1944 года №0019, директивы заместителя начальника Генерального штаба РККА от 22 мая 1944 г. №ОРГ-2/476 8-й огв. радн обращён на формирование 43 гв. пабр 8-я гв. армии.

## Состав
до августа 1943 года
- Штаб
- Хозяйственная часть
- батарея оптической разведки  (БОР)
- батарея звуковой разведки (БЗР)
- батарея топогеодезической разведки (БТР)
- артиллерийский метеорологический взвод (АМВ)
- фотограмметрический взвод (ФГВ)
- измерительно-пристрелочный взвод (ИПВ)
- хозяйственный взвод

с августа 1943 года
- Штаб
- Хозяйственная часть
- 1-я батарея звуковой разведки (1-я БЗР)
- 2-я батарея звуковой разведки (2-я БЗР)
- батарея топогеодезической разведки (БТР)
- взвод оптической разведки (ВЗОР)
- измерительно-пристрелочный взвод (ИПВ)
- фотограмметрический взвод (ФГВ)

## Подчинение
| Дата               | Фронт                | Армия         | Корпус | Дивизия | Бригада | Примечания |
| ------------------ | -------------------- | ------------- | ------ | ------- | ------- | ---------- |
| 18.11.42 -1.1.43г. | Сталинградский фронт | 62-я армия    | -      | -       | -       | -          |
| 1.1.43 -621.43г    | Донской фронт        | 62-я армия    | -      | -       | -       | -          |
| 6.2-5.5.43г.       | Юго-Западный фронт   | 62-я армия    | -      | -       | -       | -          |
| 5.5.-20.10.43г     | Юго-Западный фронт   | 8-я гв. армия | -      | -       | -       | -          |
| 20.10.43-24.5.44г  | 3-й Украинский фронт | 8-я гв. армия | -      | -       | -       | -          |

## Командование дивизиона
Командир дивизиона
- гв. майор Фролкин Павел Григорьевич
- гв. майор Уманский Павел Владимирович (с февраля 1943г.)

Заместитель командира дивизиона
- гв. капитан Кузин Михаил Алексеевич

Начальник штаба дивизиона
- гв. капитан Матвеев Анатолий Александрович (8.43)
- гв. ст. лейтенант, гв. капитан Захаров Иван Сергеевич (1.44)
- гв. капитан Глеб-Кошанский Николай Григорьевич(5.44)

Заместитель командира дивизиона по политической части
- гв. майор Трембач Кирилл Кириллович

Помощник начальника штаба дивизиона
- гв. ст. лейтенант Захаров Иван Сергеевич
- гв. капитан Иванов Пётр Иванович
- гв. ст. лейтенант Ерофеенко Алексей Акимович

Помощник командира дивизиона по снабжению
- гв. интендант 3 ранга Береговенко Иван Григорьевич

## Командиры подразделений дивизиона
Командир БОР (до августа 1943 года)
Командир БЗР (до августа 1943 года)
- гв. ст. лейтенант Ирхин Александр Димитрович

Командир 1-й БЗР
- гв. ст. лейтенант, гв. капитан Иванов Пётр Иванович
- гв. ст. лейтенант Репьяк Николай Мартынович

Командир 2-й БЗР
- гв. ст. лейтенант Глеб-Кошанский Николай Григорьевич

Командир БТР
- гв. ст. лейтенант Гудков Николай Семёнович

Командир ВЗОР
- гв. ст. лейтенант Баклицкий Леонид Владимирович

Командир ФГВ
- гв. лейтенант Александров Анатолий Григорьевич

Командир АМВ (до июня 1943 года)
- гв. ст. лейтенант Трунов Евгений Николаевич

Командир ИПВ
- гв. ст. лейтенант Ерофеенко Алексей Акимович

## Награды и почётные наименования
| Награды и наименования            | дата        | за что получена |
| --------------------------------- | ----------- | --- |
| Почётное звание «Гвардейский»     | 18.11.42 г. | присвоено приказом Народного комиссара обороны СССР № 365 от 18 ноября 1942 года За проявленную отвагу в боях за Отечество с немецкими захватчиками, за стойкость, мужество, дисциплину и организованность, за героизм личного состава |
| Почетное наименование Запорожский | 14.10.43 г. | присвоено приказом Верховного Главнокомандующего № 33 от 14 октября 1943 года за отличие в боях за освобождение города Запорожье. |